# Quatre bêtes en une
Quatre bêtes en une sous-titré l’Homme-caméléopard (Four Beasts in One - The Homo-Cameleopard) est une nouvelle d'Edgar Allan Poe publiée pour la première fois en mars 1836. Traduite en français par Charles Baudelaire, elle fait partie du recueil Nouvelles histoires extraordinaires.